# 李廷珪 (后蜀)
李廷珪（—967年），太原人，中国五代后期后蜀将领。
李幼年起开始侍奉后唐太原留守孟知祥。同光三年（925年），孟知祥奉命出兵灭亡前蜀，李随军。应顺元年（934年），孟知祥自立为帝，建立后蜀，李被授予军职。后主孟昶继位后，对李信任有加，以其为主要军事将领。
965年，李随孟昶投降北宋，被任为右千牛卫上将军，宋太祖乾德元年（967年）去世。